# The Land of the Wind
O Reino dos Ventos, também chamado de The Land of the Wind (em coreano:  바람 의 나라), é um drama coreano de 2008, transmitido na KBS de 10 de setembro de 2008 a 15 de janeiro de 2009. É ambientado durante o período dos Três Reinos da Coreia e apresenta retratos ficcionalizados de várias figuras históricas daquela época. Foi dirigido por Kang Il-soo, escrito por Choi Wan-gyu, Jung Jin-ok e Park Jin-woo e adaptado de um manhwa de Kim Jin.

## Enredo
O Reino do Vento é uma história sobre Muhyul e o terceiro rei de Koguryo, que também era chamado de deus das guerras. Muhyul é neto de Jumong, mas nasceu com uma suposta maldição para matar seus pais, irmãos, filho e destruir o país. Seu pai, o rei Yuri, ficou horrorizado com a profecia, mas não conseguiu matar seu próprio filho. Então ele ordena que seu filho mais velho, Haemyung, leve o bebê Muhyul para fora do palácio para viver como um plebeu que não sabe nada sobre sua verdadeira identidade.

## Elenco
- Song Il-gook como Príncipe Muhyul/Rei Daemusin
- Choi Jung-won como Princesa Yeon[3]
- Kim Jung-hwa como Princesa Lee Ji
- Park Gun-hyung como Príncipe Dojin
- Jung Jin-young como Rei Yuri
- Kim Hye-ri como Lady Mi Yoo (Mãe de Yeo Jin)
- Lee Jong-won como Príncipe Hae Myeong (Meio-irmão mais velho de Muhyul))
- Kim Hye-seong como Príncipe Yeojin (Meio-irmão mais novo de Muhyul)
- Lee Si-young como Yeon Hwa
- Oh Yoon-ah como Hye-Ap (Decorador chefe)
- Kim Jae-wook como Chu Balso
- Jang Tae-sung como Maro (amigo de Muhyul)
- Kim Sang-ho como Ma Hwang
- Park Sang-wook como Gwi Yoo
- Han Jin-hee como King Daeso
- Park Jung-hak como Sa Goo
- Im Jung-eun como Princesa Se Ryu
  - Jung Da-bin como princesa Se Ryu (jovem)
- Kim Byung-ki como Sang Ga (líder da tribo Biru)
- Kim Kyu-chul como Myung Jin
- Kim Won-hyo como Gong Chan
- Kim Myung-soo como Goo Chu
- Jung Sung-mo como Bae Geuk
- Kim won jong como Primeiro Ministro do Goguryeo